# Rohrbachtobel im Wirlinger Forst
Das Gebiet Rohrbachtobel im Wirlinger Forst ist ein mit Verordnung vom 28. Dezember 1959 ausgewiesenes Naturschutzgebiet (NSG-Nummer 700.09) auf dem Gebiet der bayerischen Gemeinden Buchenberg und Waltenhofen im Landkreis Oberallgäu in Deutschland.

## Lage
Das rund 14 Hektar große Naturschutzgebiet Rohrbachtobel im Wirlinger Forst gehört zum Naturraum Iller-Vorberge. Es liegt südlich der Ortsmitte Buchenbergs und westlich von Waltenhofen auf einer Höhe zwischen rund 780 m ü. NN und 860 m ü. NN.

## Schutzzweck
Wesentlicher Schutzzweck ist die Erhaltung des tief in die Schichten der Unteren Süßwassermolasse eingeschnittenen Tobels mit seinen Steilhängen, die eine naturnahe Waldvegetation aufweisen und floristisch bedeutsam sind. Schutzwürdige Vegetationseinheiten sind der Bach-Erlen-Eschen- und Waldgeißbart-Erlen-Eschen-Wald und Formen des Waldmeister-(Tannen-)Buchenwaldes.
- Siehe auch: Liste der Naturschutzgebiete in Bayern

## Flora und Fauna

### Flora
Aus der schützenswerten Flora sind  folgende Pflanzenarten (Auswahl) zu nennen:
- Europäische Eibe (Taxus baccata), die einzige europäische Art in der Pflanzengattung der Eiben.
- Fliegen-Ragwurz (Ophrys insectifera), eine Vertreterin der Familie der Orchideen.
- Gelber Frauenschuh (Cypripedium calceolus), eine der prächtigsten wildwachsenden Orchideen Europas.
- Rotes Waldvöglein (Cephalanthera rubra), ebenfalls eine Vertreterin der Familie der Orchideen.
- Türkenbund (Lilium martagon), aus der Familie der Liliengewächse.

### Fauna
Aus der schützenswerten Fauna sind folgende Arten (Auswahl) zu nennen:
- Alpensalamander (Salamandra atra), eine schwarz gefärbte, landlebende Art der Schwanzlurche.
- Buntspecht (Dendrocopos major), eine Art aus der Familie der Spechte.
- Eisvogel (Alcedo atthis), auch als „Fliegendes Juwel“ bekannt.
- Berg- oder Gebirgsstelze (Motacilla cinerea), eine Singvogelart aus der Familie der Stelzen und Pieper.
- Groppe (Cottus gobio), ein kleiner, vorwiegend nachtaktiver Grundfisch.
- Schwarzspecht (Dryocopus martius), ein Vertreter der Unterfamilie der Echten Spechte.
- Wasseramsel (Cinclus cinclus), die einzige auch in Mitteleuropa vorkommende Vertreterin der Familie der Wasseramseln.

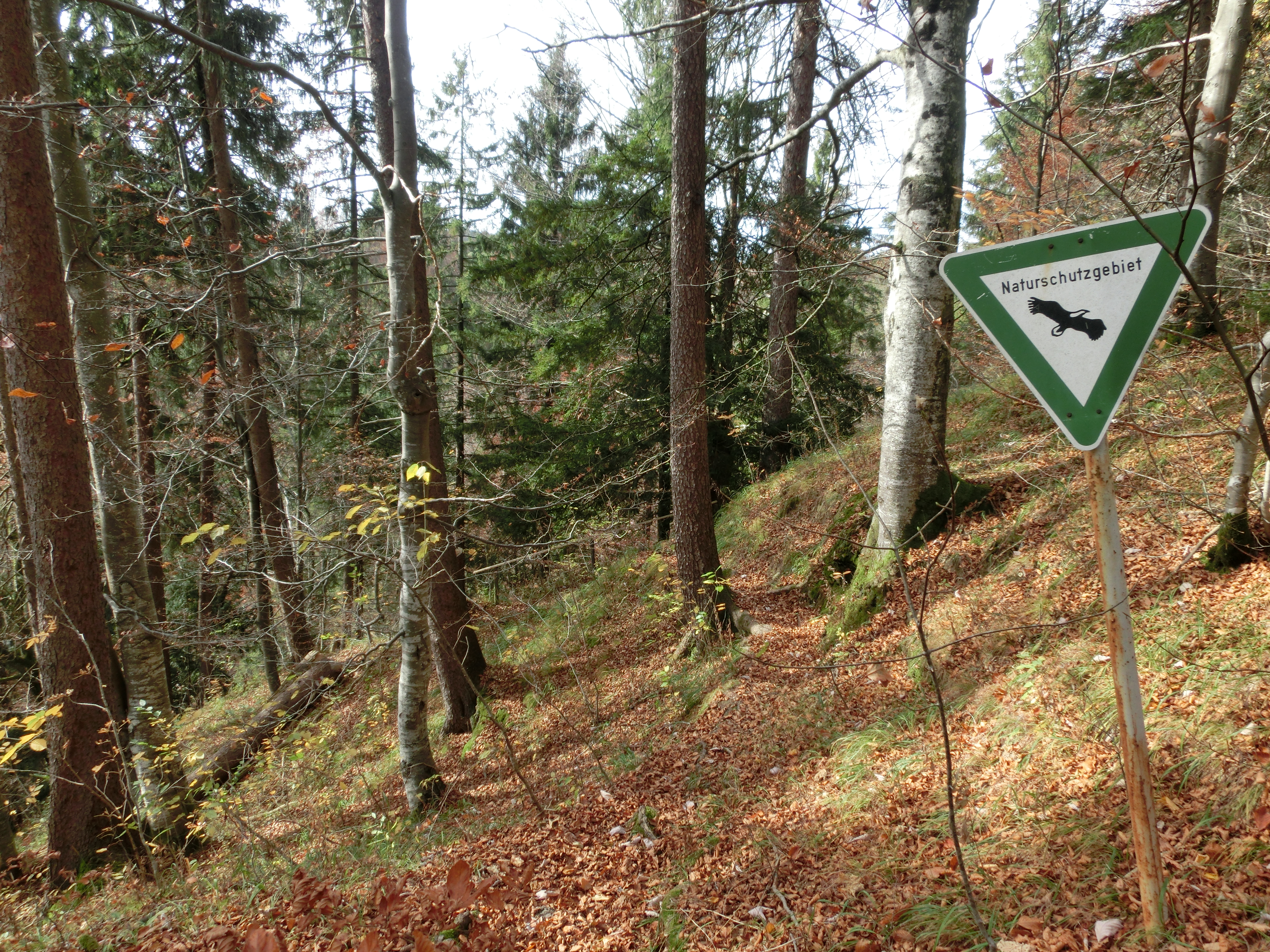
Einstieg bei der „Spießeck-Hütte“
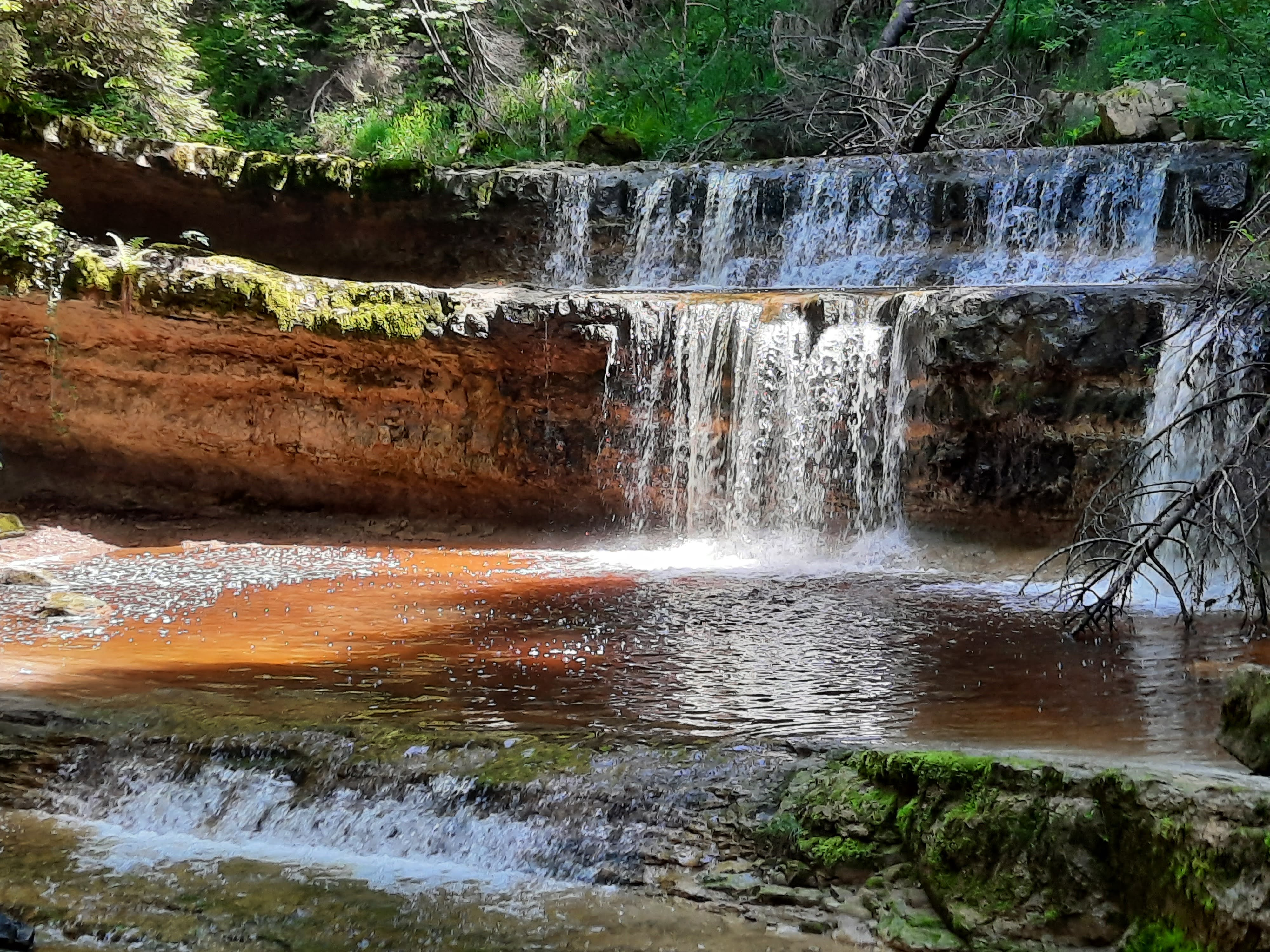
Schichten der Süßwassermolasse
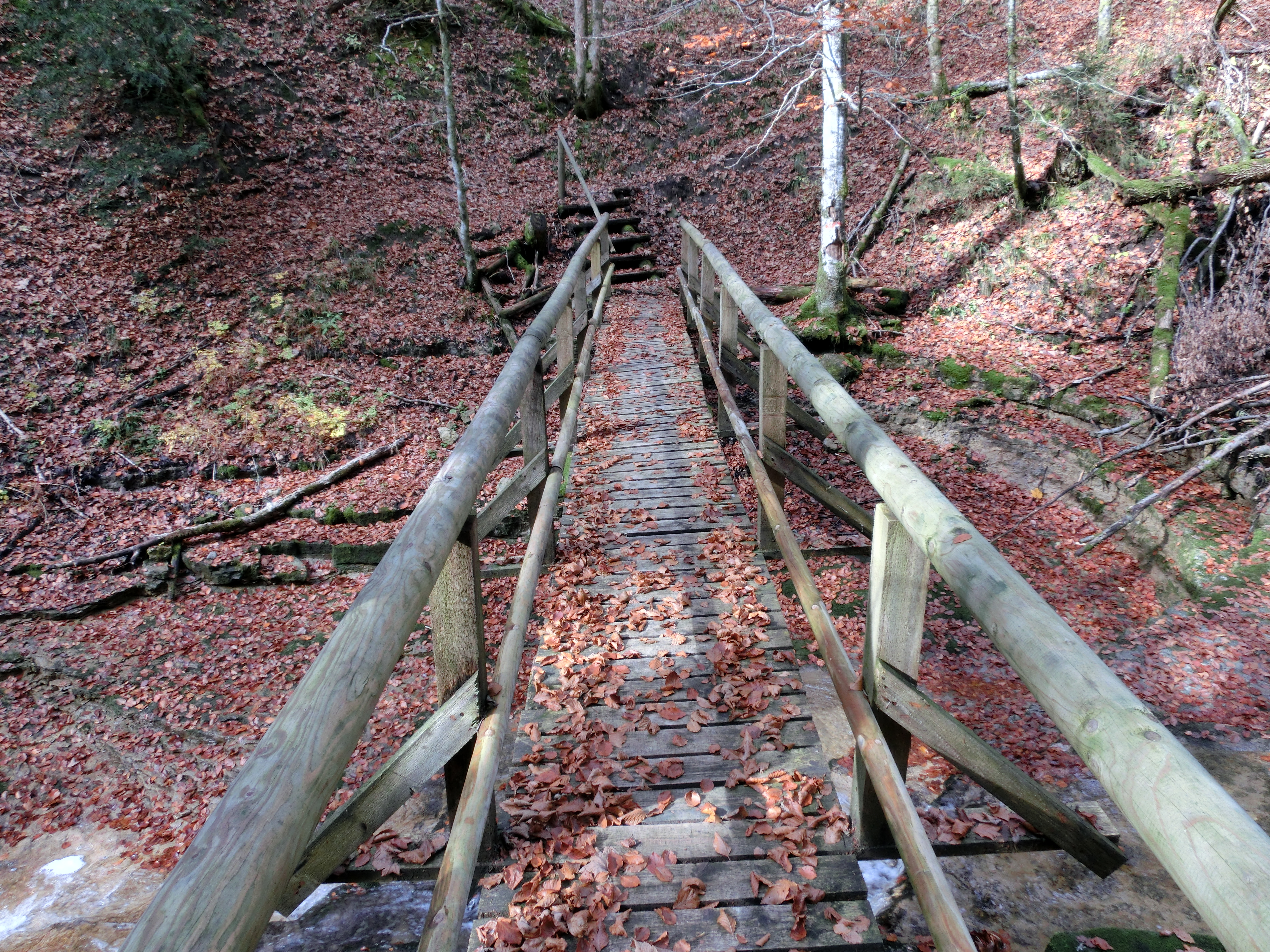
Steg über den Rohrbach
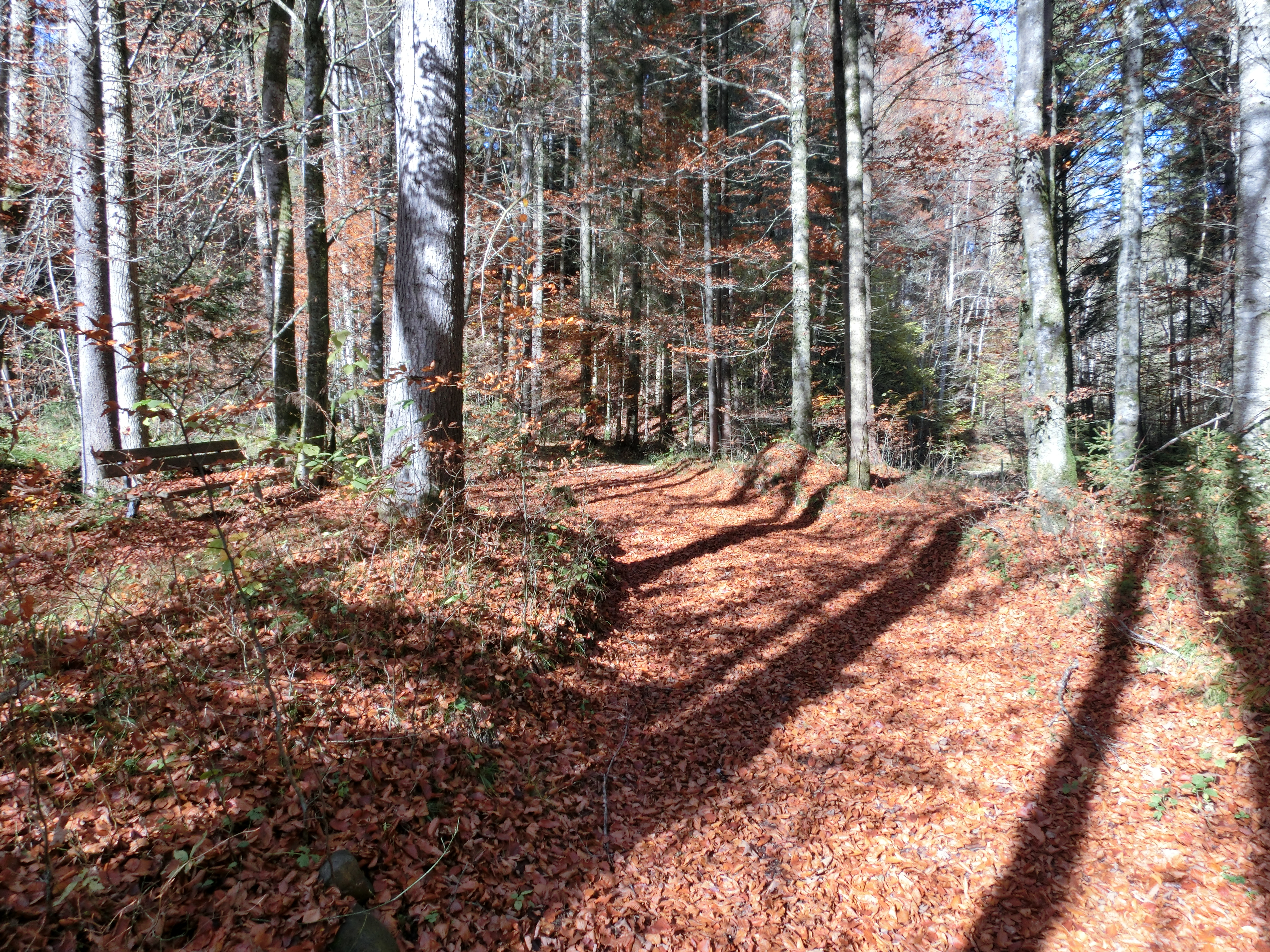
Weg zum Rohrbachtobel
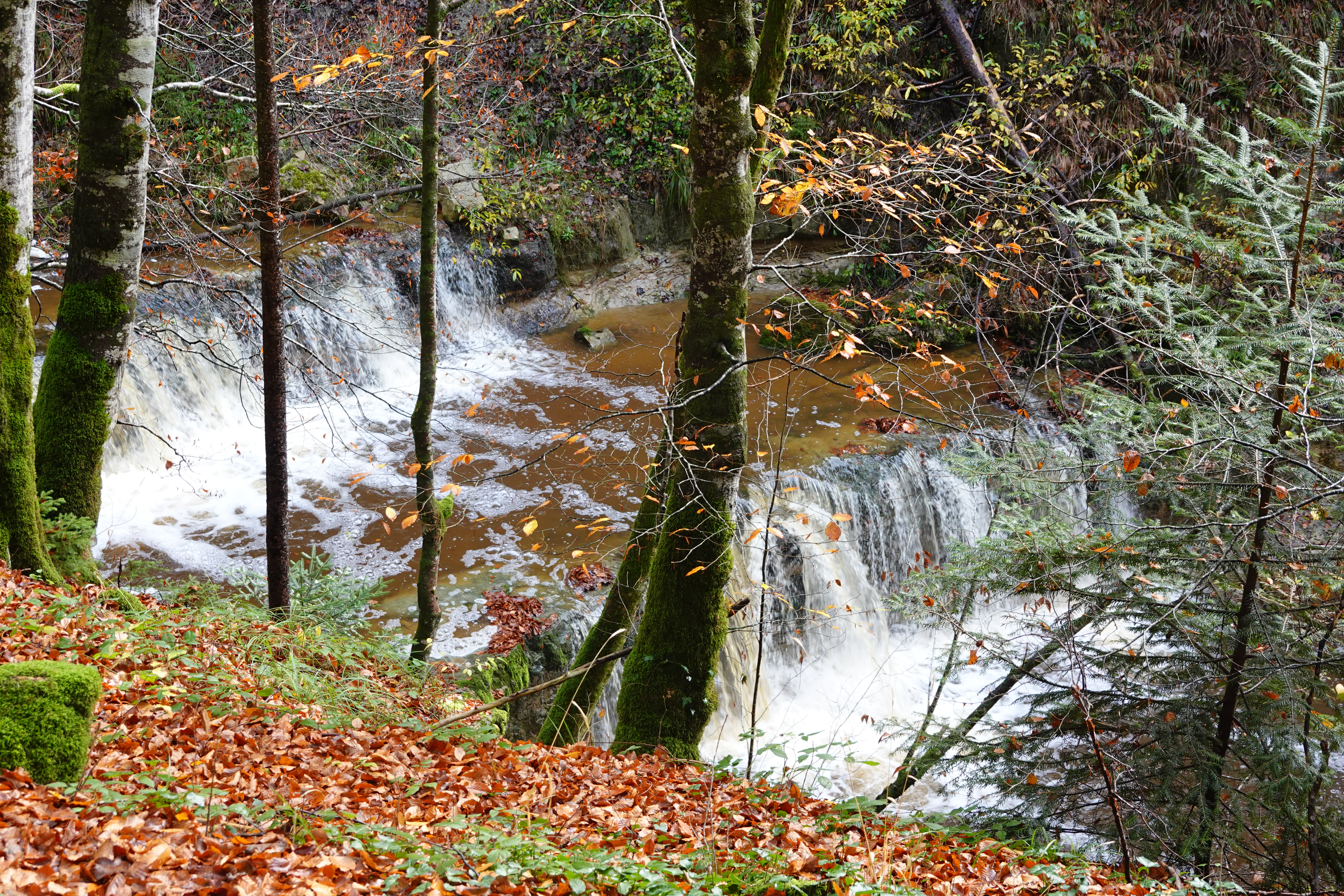
Tobel in seitlicher Ansicht
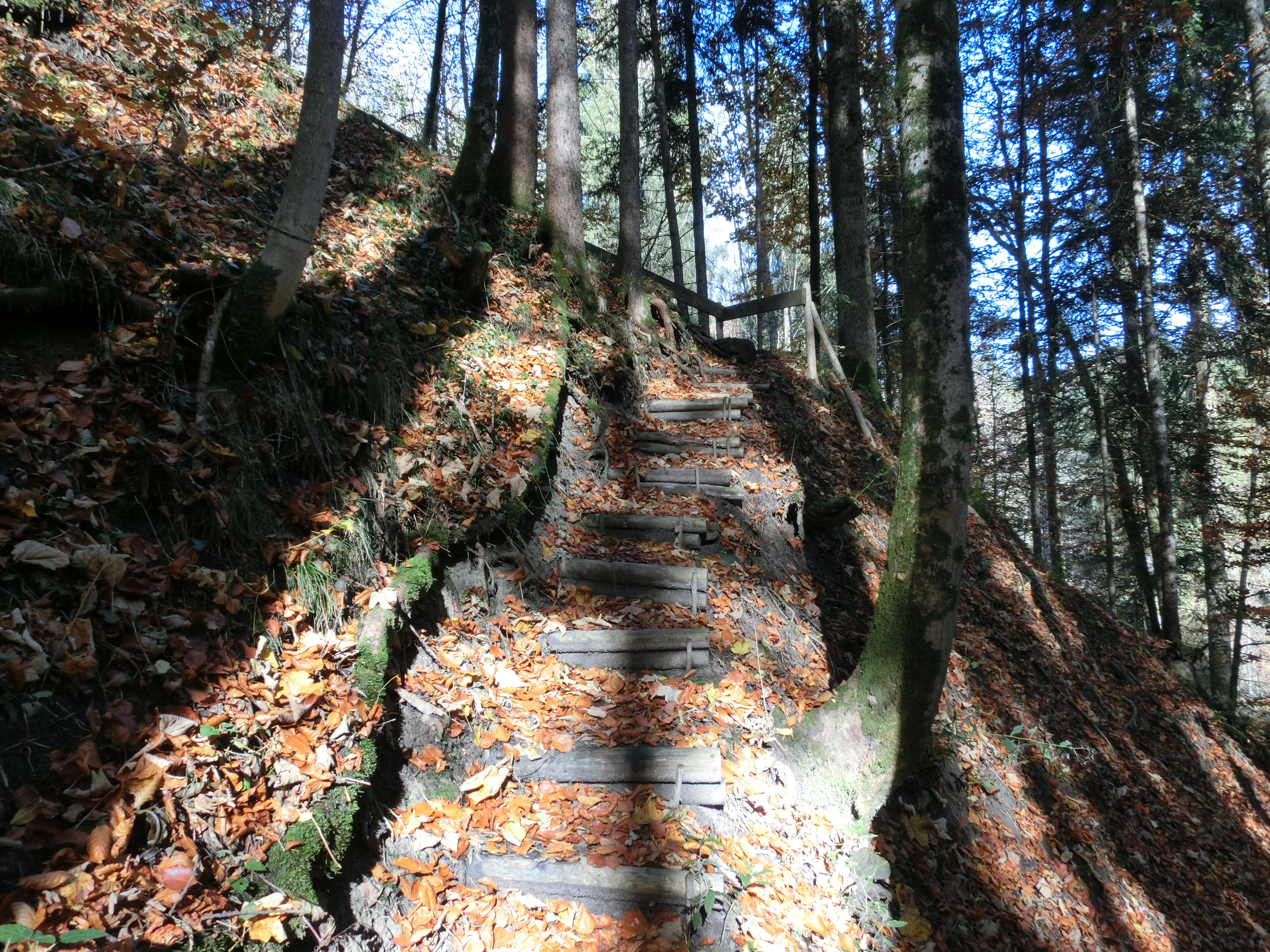
Weg zum Höllbühl